# الأشراف (بني مطر)

تعديل مصدري - تعديل

الأشراف هي مجموعة قرى تابعة ل عزلة بني سوار بمديرية بني مطر التابعة لمحافظة صنعاء، بلغ تعداد سكانها 506  نسمة وعددها ثلاث قرى هي القارن والهجرة والحصين حسب تعداد اليمن لعام 2004.